# Reformierte Kirche Versam

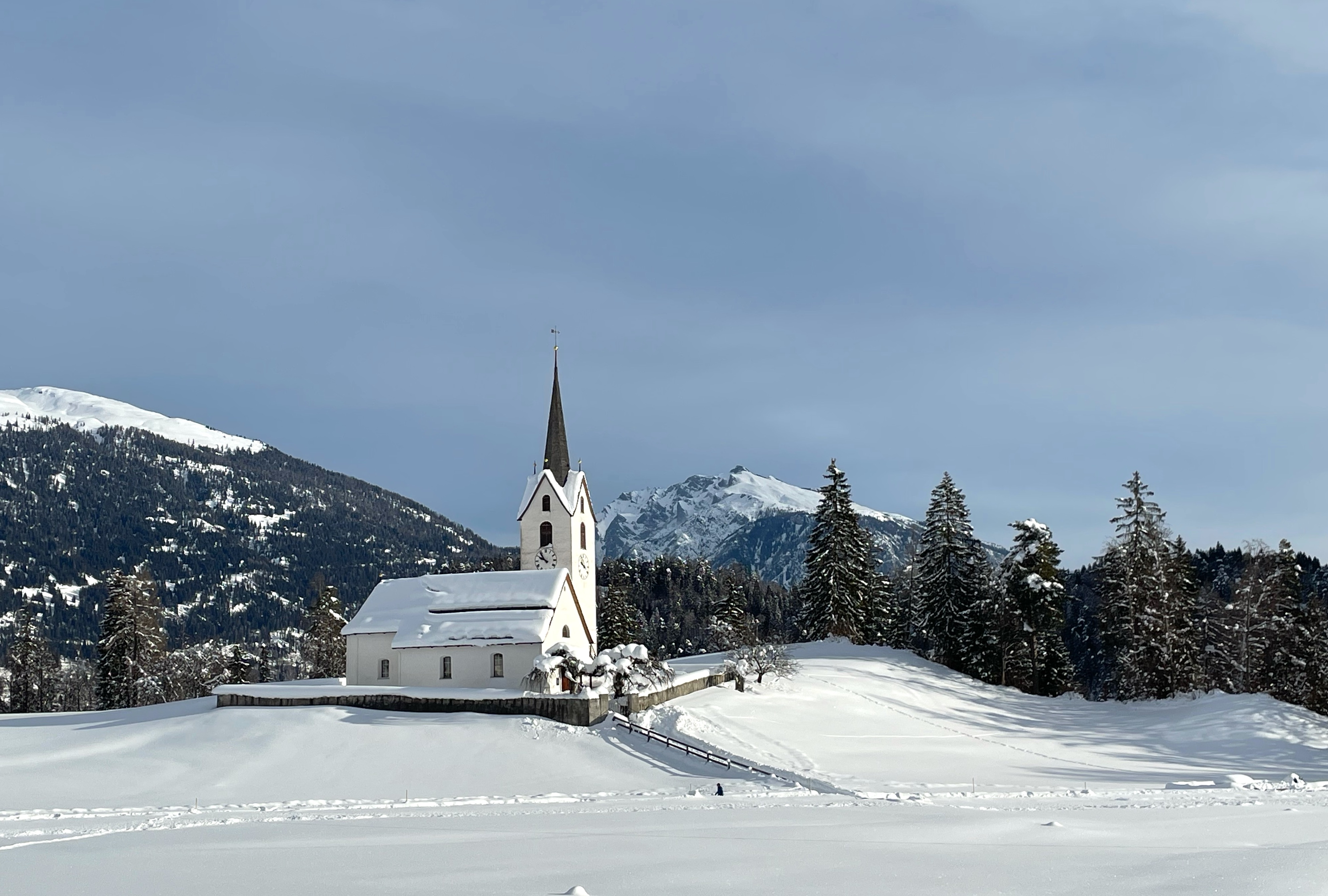
Die Versamer Kirche

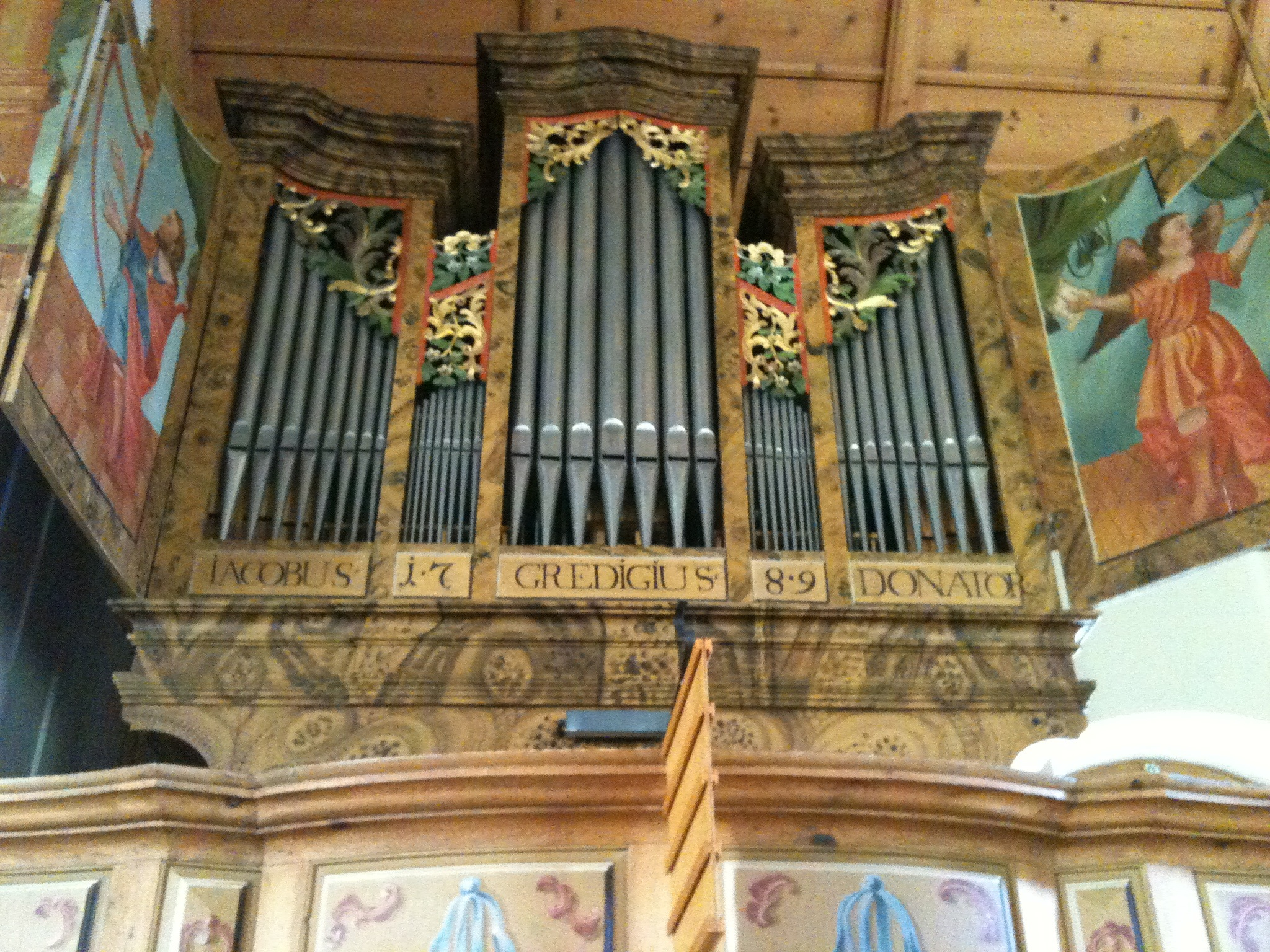
Orgel

Die reformierte Kirche in Versam im Kanton Graubünden ist ein evangelisch-reformiertes Gotteshaus am Rande der Terrasse zur Ruinaulta.

## Geschichte und Ausstattung
Bis nach dem Ende der Bündner Wirren Mitte des 17. Jahrhunderts gehörte Versam mit einer Kapelle zu Valendas, wo auch die Pfarrkirche der Gesamtkirchengemeinde und der gemeinsame Friedhof sich befanden. Ersturkundlich wird 1634 der Bau einer ersten eigenen Kirche in Versam bezeugt. Der heutige Kirchbau war 1710 bezugsfertig, nachdem im gleichen Jahr auch die Kanzel eingebaut worden war. 1789 folgte die Orgel von Pankratius Kayser, die noch heute im Einsatz ist. Die Kirche in Versam ist denkmalgeschützt und steht unter der Protektion des Kantons.

## Kirchliche Organisation
Versam wird mit Valendas und den anderen Dörfern des Safientals als Kirchengemeinde Safiental innerhalb der evangelisch-reformierten Landeskirche Graubünden geführt.

## Galerie

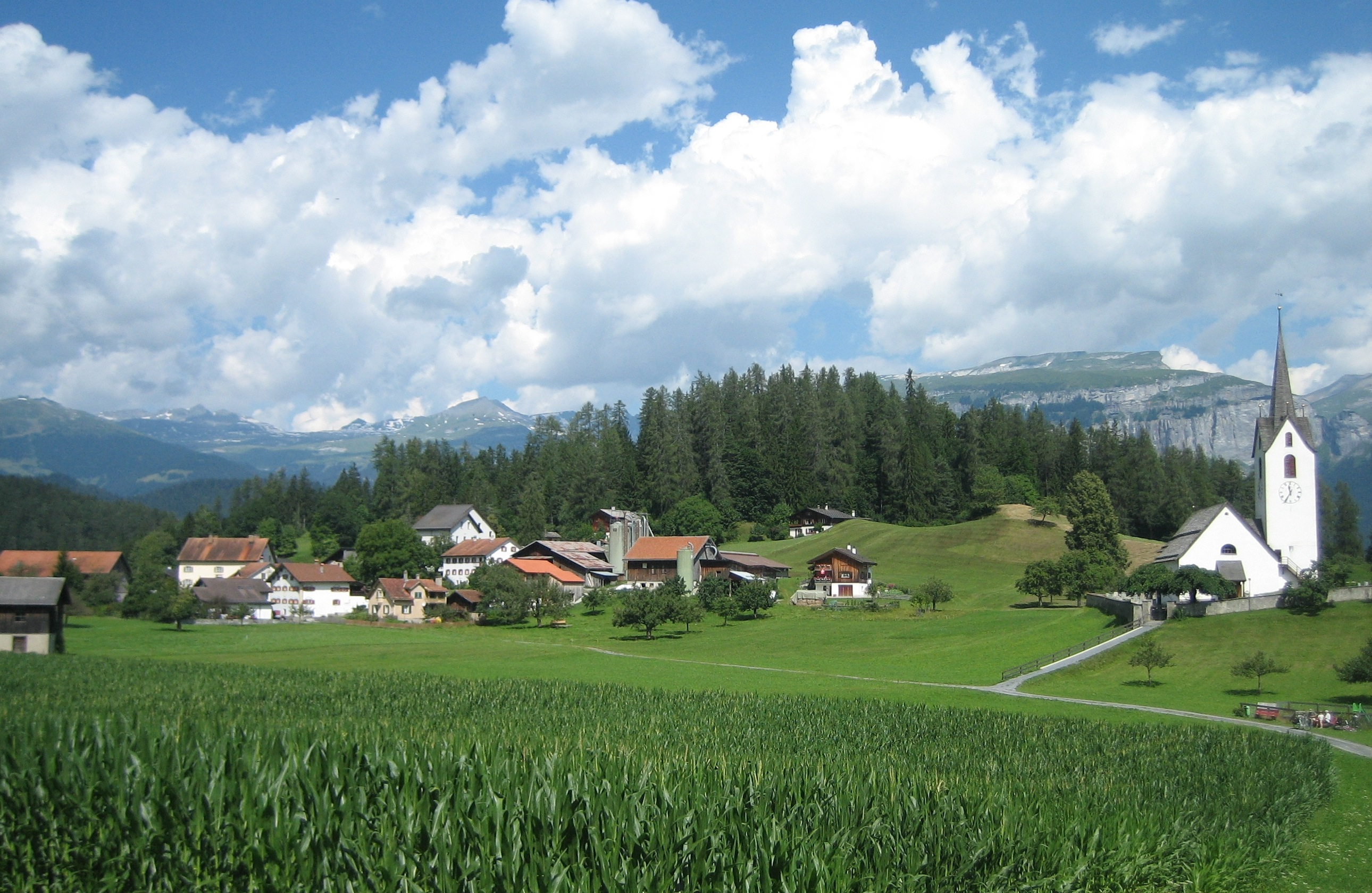
Reformierte Kirche Versam am Terrassenende vor der Schlucht
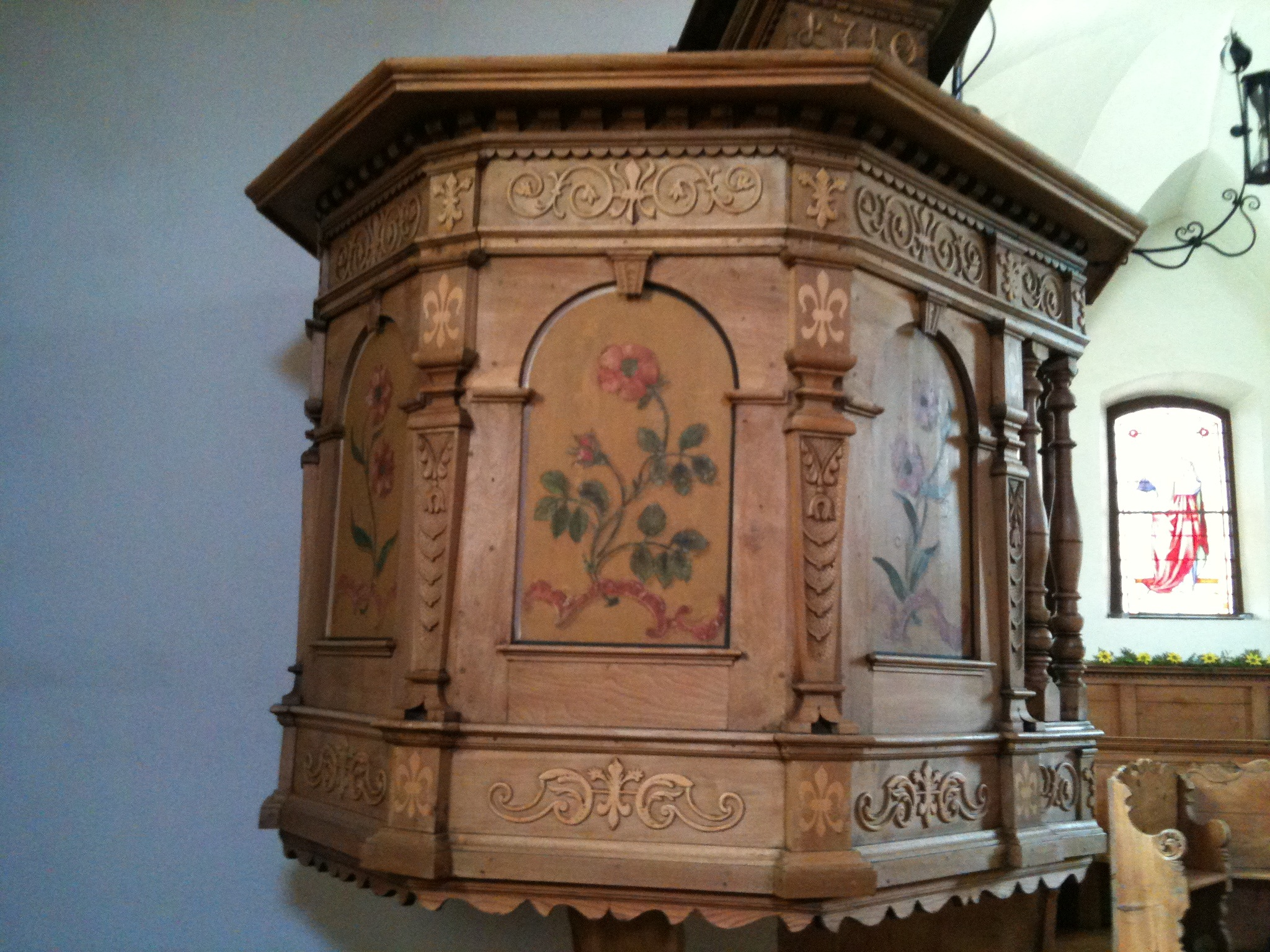
Kanzel
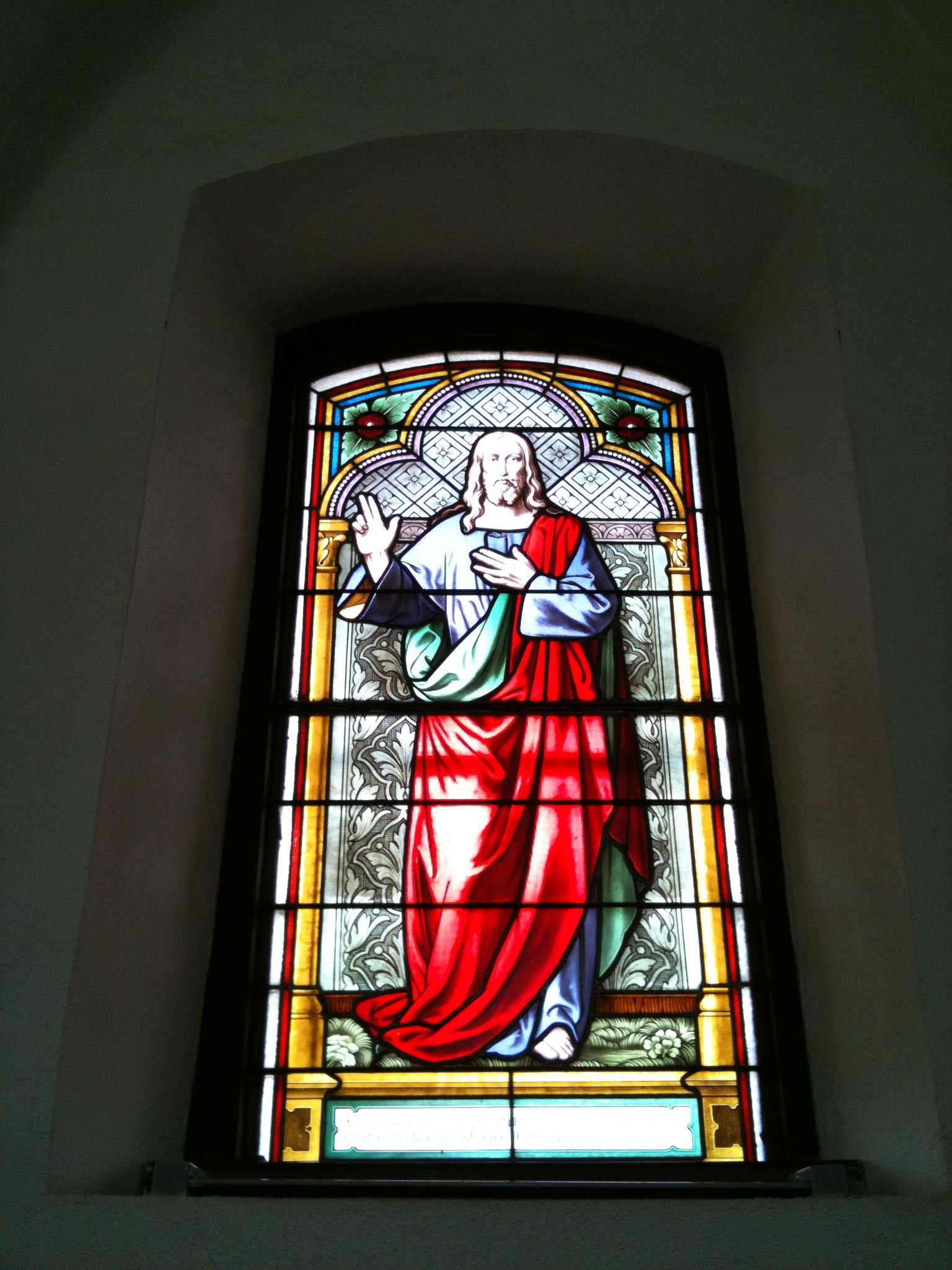
Fenster im Chor
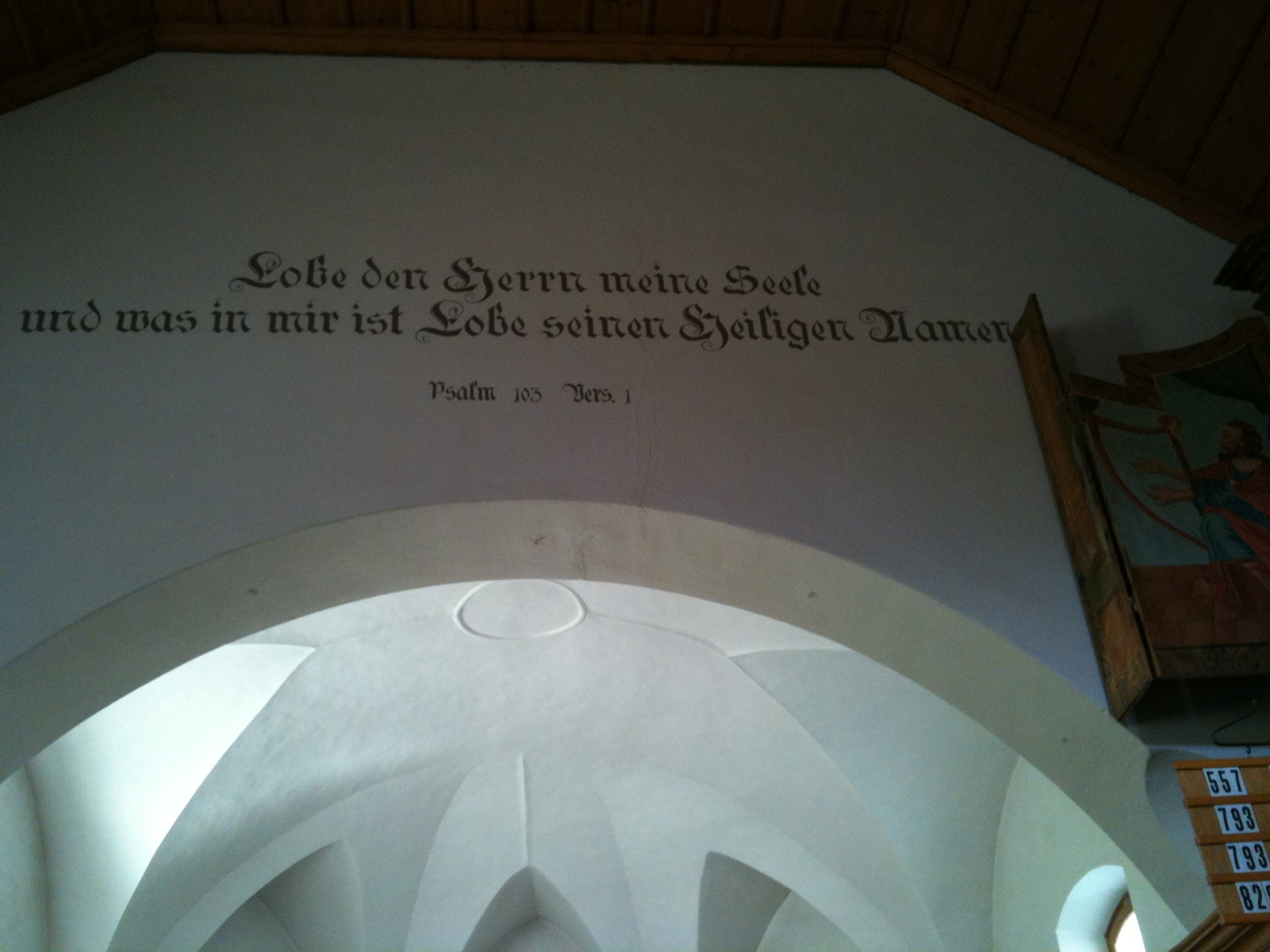
Bibelwort über dem Bogen vor dem Chor